# San Isidro Club
San Isidro Club es un club de rugby y hockey en San Isidro, área metropolitana de Buenos Aires, Argentina, miembro de la Unión de Rugby de Buenos Aires (URBA). Es uno de los clubes de rugby más exitosos de Argentina, con 27 títulos en el Top 12 de la URBA y 5 en el Torneo Nacional de Clubes. Su rival tradicional es el CASI.

## Historia
El club fue fundado el 14 de diciembre de 1935, después de que varios jugadores y parte de la dirección del CASI fueran despedidos por diferencias ideológicas. 
Fue fundado por José María Piran, quien ya tenía experiencia tras haber fundado el club náutico san isidro y la biblioteca de san isidro, entre otros.
El partido entre el SIC y el CASI es por historia y popularidad el superclásico del rugby argentino, desde la fundación del club, dividiendo San Isidro en dos. El primer encuentro entre ambas instituciones aconteció el 9 de mayo de 1937 y finalizó con victoria del SIC por 3 a 0 por medio de un penal anotado por Felipe Meyer Arana, producto de un offside del jugador Giraud del CASI. En total, se han enfrentado en 130 oportunidades, con 52 victorias del SIC, 10 empates y 68 triunfos del CASI.

## Campeonatos de Primera División

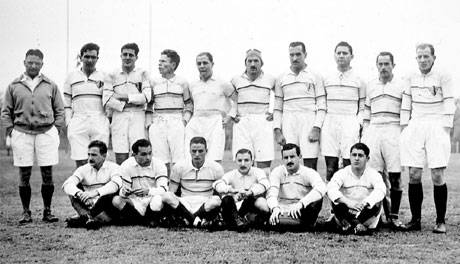
El equipo que ganó el primer título en 1939.

- Torneo de la URBA (27): 1939, 1941, 1948, 1970, 1971, 1972, 1973, 1977, 1978, 1979, 1980, 1983, 1984, 1986, 1987, 1988, 1993, 1994, 1997, 1999, 2002, 2003, 2004, 2010, 2011, 2019 y 2023.

- Torneo Nacional de Clubes (5): 1993, 1994, 2006, 2008, 2023.

- Seven de la UAR/URBA (11): 1937, 1948, 1950, 1971, 1973, 1977, 1979, 1991, 1993, 2010 y 2018.

- Sudamericano de Clubes (3): 1985, 1988, 1989

### Plantel actual de Primera División
Actualizado el 10 de enero de 2022.
| Jugador                      | Puesto      |
| ---------------------------- | ----------- |
| Francisco González Capdevila | Fullback    |
| Manuel Ibañez                | Fullback    |
| Justo Cerioni                | Wing        |
| Lulo Loqueta                 | Wing        |
| Emilio Sclavi                | Centro      |
| Carlos Piran                 | Centro      |
| Santos Rubio                 | Centro      |
| Joaquín Lamas                | Apertura    |
| Mateo Albanese               | Medio-Scrum |
| Felipe Sascaro               | Medio-Scrum |
| Tomas Meyrelles (C)          | Octavo      |
| Alejandro Daireaux           | Ala         |
| Tomas Comissati              | Ala         |
| Andrea Panzarini             | Ala         |
| Marcos Borghi                | 2da. Línea  |
| Bautista Viero               | 2da. Línea  |
| Marcos Piccinini             | Pilar       |
| Juan Pedro Olcese            | Pilar       |
| Benjamin Chiappe             | Pilar       |
| Ricardo Machiavello          | Pilar       |
| Ignacio Botazzini            | Hooker      |
| Lucas Rocha                  | Hooker      |

### Jugadores internacionales
- Tomas Borghi
- Gastón Arias
- Andrea Panzarini
- Joaquín Lamas

- La bandera representa al seleccionado que integran o integraron alguna vez.

### Cuerpo técnico de Primera División
- Actualizado el 22 de octubre de 2019.

| Cargo                 | Nombre            |
| --------------------- | ----------------- |
| Coordinador General   | Fernando Conti    |
| Entrenador de Primera | Eduardo Victorica |
| Entrenador de Backs   | Federico Serra    |
| Entrenador de Scrum   | Patricio Nealon   |
| Entrenador de Line    | Tomás Borghi      |

## Capitanes de Primera División
| Jugador                 | Puesto   | Temporadas   | Años                                 |
| ----------------------- | -------- | ------------ | ------------------------------------ |
| Marcelo Loffreda        | Centro   | 9 Temporadas | 1983, 84, 85, 87, 88, 89, 90, 91, 92 |
| Arturo Rodríguez Jurado | Apertura | 6 Temporadas | 1966, 67, 68, 69, 70, 77             |
| Federico Serra          | Fullback | 5 Temporadas | 2006, 07, 08, 09, 10                 |
| Juan José Angelillo     | Hooker   | 4 Temporadas | 1993, 94, 95, 96                     |
| Francisco Piccinini     | Hooker   | 4 Temporadas | 2015, 16, 17, 18                     |
| Tomás Meyrelles         | Octavo   | Actual       | 2021                                 |

## Jugadores destacados

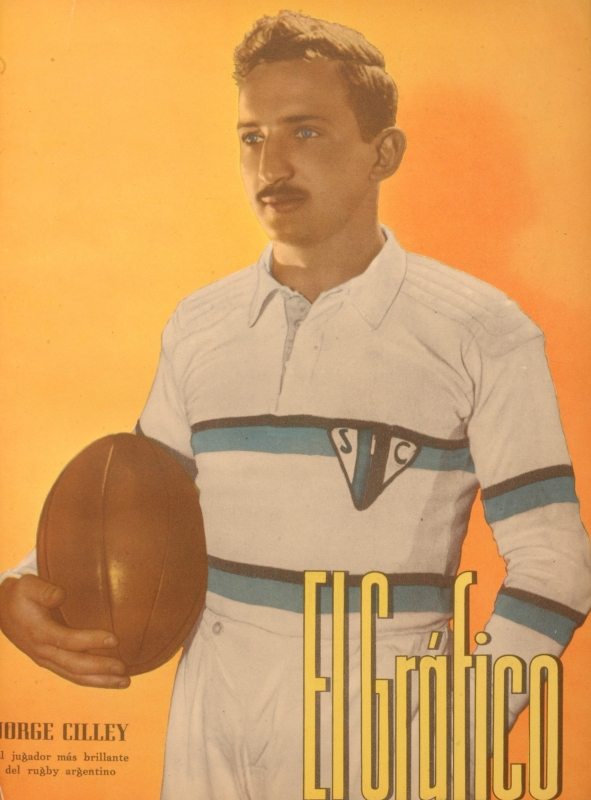
Jorge Cilley, destacado jugador en el título de 1939.

Los títulos son sobre la base de torneos oficiales: URBA y/o Nacional de Clubes
| Jugador                 | Puesto        | Títulos    | Status Actual   |
| ----------------------- | ------------- | ---------- | --------------- |
| Marcelo Loffreda        | Centro        | 13 Títulos | Retirado        |
| Ricardo De Vedia        | Ala           | 11 Títulos | Retirado        |
| José Cilley             | Apertura      | 10 Títulos | Retirado        |
| Diego Cash              | Pilar         | 8 Títulos  | Retirado        |
| Rafael Madero           | Apertura      | 10 Títulos | Retirado        |
| Roberto Lucke           | Tercera Línea | 10 Títulos | Retirado        |
| Juan José Angelillo     | Hooker        | 9 Títulos  | Retirado        |
| Alfredo Soares Gache    | Medio Scrum   | 10 Títulos | Retirado        |
| Diego Cuesta Silva      | Centro        | 8 Títulos  | Retirado        |
| Rolando Martin          | Ala           | 7 Títulos  | Retirado        |
| Federico Serra          | Fullback      | 7 Títulos  | Retirado        |
| Martín Rospide          | Pilar         | 7 Títulos  | Retirado        |
| Santiago Artese         | 2.ª. Línea    | 7 Títulos  | Retirado        |
| Diego Albanese          | Wing          | 5 Títulos  | Retirado        |
| Martín Schusterman      | Ala           | 5 Títulos  | Retirado        |
| Matías Corral           | Pilar         | 5 Títulos  | Retirado        |
| Ramiro Martínez Frugoni | Pilar         | 3 Títulos  | Retirado        |
| Tomas De Vedia          | Wing          | 5 Títulos  | Retirado        |
| Alejo Corral            | Pilar         | 4 Títulos  | Retirado        |
| Alfredo Lalanne         | Medio scrum   | 0 Títulos  | Retirado        |
| Francisco Piccinini     | Hooker        | 3 Títulos  | Retirado        |
| Benjamín Madero         | Apertura      | 2 Títulos  | Catania, Italia |
| Juan Manuel Leguizamón  | Ala           | 1 Título   | Retirado        |
| Gonzalo Tiesi           | Centro        | 1 Título   | Retirado        |
| Gonzalo Longo           | Octavo        | 2 Títulos  | Retirado        |

## El súper clásico del rugby Argentino
- Primer partido vs. CASI
CASI 0 - 3 SIC 
(9 de mayo de 1937)
- Mejor victoria vs. CASI
 SIC 55 - 18 CASI
(28 de agosto de 2004)
- Peor derrota vs. CASI
SIC 7 - 51 CASI
(25 de agosto de 2013).

Vale aclarar que si bien el CASI posee 33 títulos de primera división, 15 de ellos fueron anteriores a la fundación del SIC (que se desprende del CASI) de ahí que, si se toman en cuenta los que se disputaron a partir de 1935, el SIC supera a su clásico rival por 8 campeonatos.

## Indumentaria y patrocinadores
Listado cronológico de firma proveedora de indumentaria y patrocinador
| 2024 | CCC    | Banco Macro     |
| 2023 | CCC    | Banco Macro     |
| 2022 | CCC    | Banco Macro     |
| 2021 | CCC    | Banco Macro     |
| 2020 | CCC    | TOYOTA          |
| 2019 | Flash  | TOYOTA          |
| 2018 | Flash  | TOYOTA          |
| 2017 | Flash  | TOYOTA          |
| 2016 | MC3    | TOYOTA          |
| 2015 | MC3    | TOYOTA          |
| 2014 | MC3    | TOYOTA          |
| 2013 | MC3    | TOYOTA          |
| 2012 | MC3    | TOYOTA          |
| 2011 | CCC    | TOYOTA          |
| 2010 | CCC    | TOYOTA          |
| 2009 | Reebok | TOYOTA          |
| 2008 | Adidas | TOYOTA          |
| 2007 | Adidas | Farmacity       |
| 2006 | Adidas | Farmacity       |
| 2005 | Adidas | Farmacity       |
| 2004 | Adidas | BBVA Consolidar |
| 2003 | ASICS  | BBVA Consolidar |
| 2002 | ASICS  | BBVA Consolidar |
| 2001 | ASICS  | BBVA Consolidar |
| 2000 | ASICS  | BBVA Consolidar |